# Budka Suflera
I Budka Suflera sono stati un gruppo rock polacco, attivo dal 1969 a Lublino e ivi fondato da Krzysztof Cugowski, che, dopo essersi sciolto subito dopo, è rinato per opera di Cugowski e Romuald Lipko nel 1974 per poi restare attivo fino al 2014. Oltre alla loro hit del 1997 "Takie tango", sono forse meglio conosciuti per loro rock ballads, come "Jolka Jolka" e "Za ostatni grosz", spesso menzionate tra le migliori canzoni del rock polacco.
Negli anni ottanta la cantante Urszula ha collaborato per diversi anni col gruppo.